# У пеклі
У пеклі (англ. In Hell) — американський трилер 2003 року режисера Рінго Лема.

## Сюжет
Американський інженер Кайл Леблан працює за контрактом на російському сталеливарному заводі в Магнітогорську. Одного разу, коли він перебував на роботі, в його будинок увірвався бандит і вбив дружину. Після того, як суд виправдав злочинця, Кайл прямо в залі суду застрелює вбивцю. Засуджений до довічного ув'язнення він опиняється у в'язниці суворого режиму. Перебуваючи в нелюдських умовах, Кайл кілька разів намагається покінчити життя самогубством, не бачачи ніякого сенсу далі жити. Ця в'язниця знаменита тим, що в ній керівництво влаштовує жорстокі бої між ув'язненими не на життя, а на смерть. Кайлу належить протистояти продажним охоронцям, які заробляють на боях, і відчайдушно боротися за своє життя, щоб вибратися із цього пекла.

## У ролях
| Актор                | Роль           |
| -------------------- | -------------- |
| Жан-Клод Ван Дамм    | Кайл Леблан    |
| Лоуренс Тейлор       | 451            |
| Ллойд Баттіста       | генерал Хрущов |
| Карлос Гомес         | Толик          |
| Манол Манолов        | Іван           |
| Кріс Мойр            | Біллі          |
| Біллі Рік            | Кулхенд        |
| Калойан Воденічаров  | Діма           |
| Алан Девідсон        | Малакай        |
| Веселін Калановський | Саша           |
| Іво Тончев           | Марко          |
| Хуан Фернандес       | Шубка          |
| Девід Літч           | Пол            |